# تمايز (علم الاجتماع)

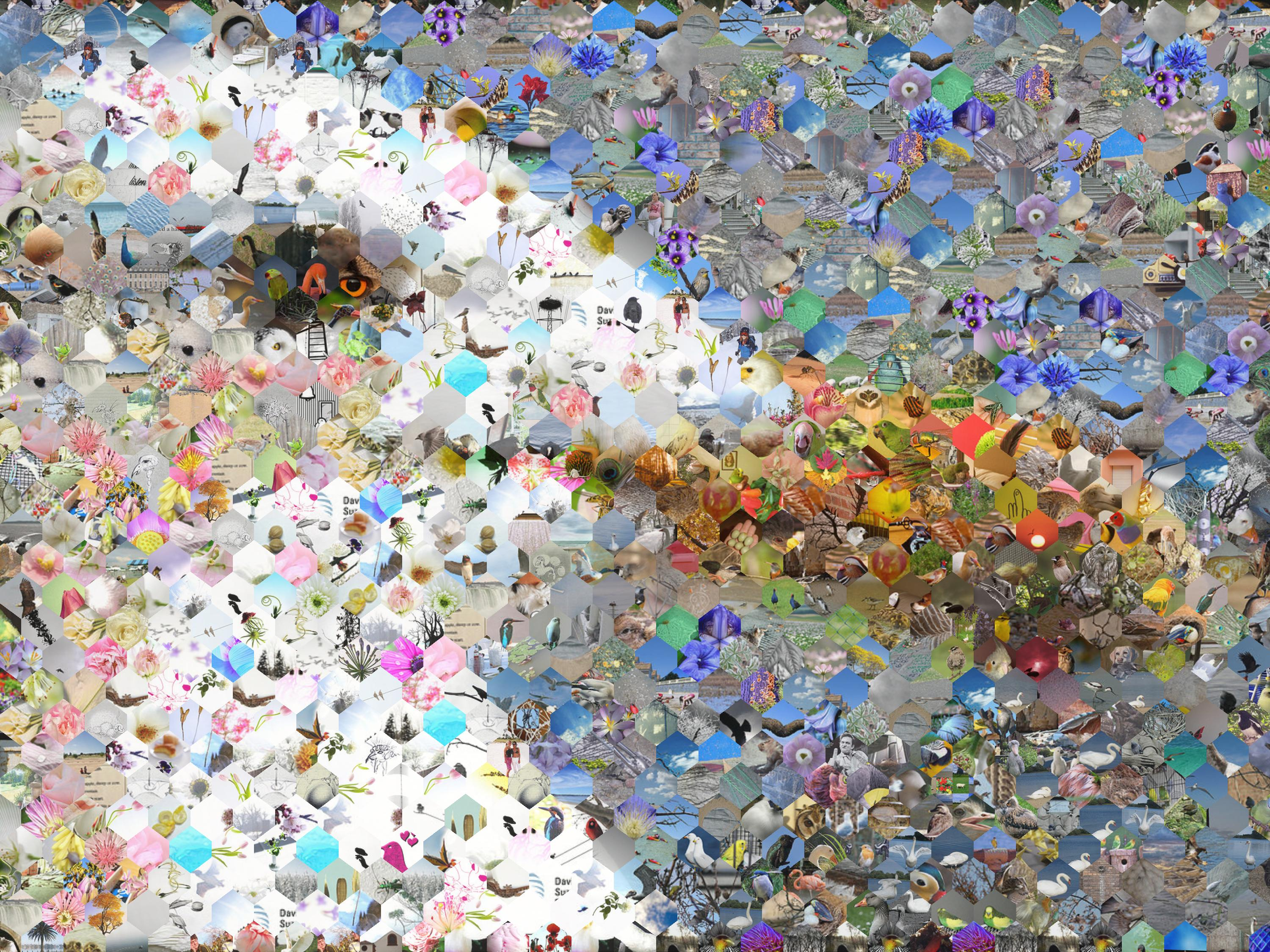

في نظرية الأنظمة، يُعرّف التمايز بأنه تكرار الأنظمة الفرعية في المجتمع المعاصر لزيادة تعقيد المجتمع. يمكن لكل نظام فرعي مد جسور الاتصال المختلفة مع الأنظمة الفرعية الأخرى، ما يقود إلى تنوع أكبر داخل النظام من أجل الاستجابة لتغيرات البيئة.
يمكّن التمايز الذي يقود إلى مزيد من التنوع من استجابات أفضل للبيئة المحيطة وأيضًا للتطور المتسارع (أو ربما التطور الثقافي الاجتماعي)، الذي يُعرَّف من وجهة نظر علم الاجتماع بأنه عملية الاختيار من التنوع؛ كلما كان التمايز (وبالتالي التنوع) واضحًا، كان الاختيار أفضل.

## مقدمة
كان تالكوت بارسونز أول مُنظّر هام يطور نظرية مجتمع تتألف من نظام فرعي محدد وظيفيًا، والذي ينشأ من وجهة نظر تطورية من خلال عملية معرفية من التمايز. أخذ نيكلاس لوهمان، الذي درس تحت إشراف تالكوت بارسونز، نموذج الأخير وغيره بطرق ذات مغزى. اعتبر بارسونز المجتمع نشاطًا مشتركًا لأنظمته الفرعية ضمن منطق التسلسل الهرمي المعرفي. بالنسبة لبارسونز، على الرغم من أن كل نظام فرعي (مثل مخططه الرباعي الكلاسيكي آجيل أو نموذج آجيل) يميل إلى أن يكون لديه ميل مرجعي ذاتي واتباع مسار ذي صلة من التمايز البنيوي، ويوجد هذا النظام الفرعي في اتصال تفسيري ثابت مع النظم الفرعية الأخرى والتوازن التاريخي بين التوازن التفسيري والاختلافات بين النظم الفرعية المختلفة من شأنه أن ينهي الدرجة النسبية التي يحدث فيها التمايز البنيوي بين النظام الفرعي أو لا. على عكس لوهمان، سلط بارسونز الضوء على أنه رغم أن كل نظام فرعي لديه قدرات مرجعية ذاتية ولديه منطق داخلي لهذا النظام (الموجود في نهاية المطاف في نمط صيانة كل نظام) في الواقع التاريخي، فقد كان التفاعل الفعلي والتواصل والتمكين المتبادل بين النظم الفرعية حاسمًا، لا لكل نظام فرعي فقط، بل من أجل التنمية الشاملة للنظام الاجتماعي (و/أو «المجتمع»). في التاريخ الفعلي، أكد بارسونز أن القوة التاريخية النسبية للأنظمة الفرعية المختلفة (بما في ذلك التوازن التفسيري بين الأنظمة الفرعية لكل نظام فرعي) يمكن أن تمنع أو تعزز قوى تمايز النظام. بشكل عام، رأى بارسونز أن السؤال الرئيسي الذي يحجب «حارس البوابة» هو العثور على التدوين التاريخي للنظام الثقافي، بما في ذلك «التقاليد الثقافية» (التي يعتبرها بارسونز بشكل عام جزءًا مما يُسمى «النظام الموثوق» الذي سهّل تحديد مركز القياس المعياري للتواصل والوضع التاريخي لإضفاء الطابع المؤسسي على النظام الثقافي والاجتماعي). على سبيل المثال، إن الطريقة المختلفة التي نُقل بها الإسلام بصفته نمطًا ثقافيًا إلى أنظمة اجتماعية مختلفة (مصر، وإيران، وتونس، واليمن، وباكستان، وإندونيسيا، وغيرها) تعتمد على الطريقة الخاصة التي دُوّنت بها رموز القيم الإسلامية الأساسية داخل كل نظام وثوقي معين (والذي يعتمد مرة أخرى على سلسلة من العوامل المجتمعية والتاريخية المختلفة). في نطاق التقاليد الثقافية، ركز بارسونز بشكل خاص على تأثير الديانات العالمية الكبرى، لكنه أكد أيضًا أنه في سياق عملية العقلنة العامة في العالم وعملية العلمنة ذات الصلة، «ستتحول» بنية مخطط القيمة للأنظمة الدينية و«السحرية» تدريجيًا لتصبح أيديولوجيات سياسية، وعقائد للسوق، وأنظمة فولكلورية، وأنماط حياة اجتماعية، وحركات مظاهرية (وما إلى ذلك). إن هذا التحول، الذي يؤكد بارسونز أنه لم يكن لتدمير مخطط القيم الدينية (على الرغم من أن مثل هذه العملية يمكن أن تحدث أيضًا)، كان عمومًا الطريقة التي تميل فيها القيم «الدينية» (وبمعنى أوسع القيم «التأسيسية») إلى الانتقال من «التمثيل» الديني السحري والبدائي إلى التمثيل الذي كان أكثر علمانية وأكثر «حداثة» في التعبير المؤسسي والرمزي؛ سيتزامن هذا مرة أخرى مع الاستقلالية النسبية المتزايدة لأنظمة الترميز التعبيرية في مواجهة خطوط التمييز المعرفية والتقييمية (على سبيل المثال، ستكون حركة سلطة الأزهار في ستينيات القرن الماضي وأوائل سبعينياته لحظة خاصة في هذا التأثير المتزايد على الترميز التعبيري والمزاج التفسيري العام للنظام الاجتماعي. يمثل الاختراق الذي قامت به موسيقى الروك في الخمسينيات والتعبيرية الحسية لألفيس بريسلي مثالًا آخر، في ما يتعلق بالعوامل الأخرى للتمايز بين النظام، والتي كانت وفقًا لبارسونز جزءًا من المنطق التطوري الأعمق، والذي كان يرتبط جزئيًا بالتأثير المتزايد لوظيفة ربط الهدف بالنظام الثقافي، وفي الوقت نفسه، ربط العامل المتزايد بالمأسسة الفردية التي أصبحت سمة أساسية للحداثة التاريخية). يميل لوهمان إلى الادعاء أن كل نظام فرعي يحتوي على «دوافع» ذاتية التشغيل. بدلًا من تقليص المجتمع ككل إلى أحد أنظمته الفرعية، أي كارل ماركس والاقتصاد، أو هانز كيلسن والقانون، يرتكز تحليل لوهمان إلى فكرة أن المجتمع هو نظام التفريق الذاتي الذي، من أجل تحقيق السيطرة على بيئة أكثر تعقيدًا منه دائمًا، يزيد تعقيدها من خلال تكاثر النظم الفرعية. على الرغم من أن لوهان يدعي أنه لا يمكن اختزال المجتمع إلى أي نظام من نظمه الفرعية، فإن منتقديه يؤكدون أن افتراضاته ذاتية التشغيل تجعل من المستحيل تشكيل مجتمع على الإطلاق وأن نظرية لوهمان متناقضة ذاتيًا بطبيعتها. «الدين» أوسع من الكنيسة، و«السياسة» تتجاوز الجهاز الحكومي، و«الاقتصاد» يشمل أكثر من مجموع منظمات الإنتاج.
هناك أربعة أنواع من التمايز: التجزئة، والتقسيم الطبقي، والمحيط المركزي، والوظيفية.

## نيكلاس لوهمان
كان نيكلاس لوهمان (1927-1998) عالمًا اجتماعيًا ألمانيًا ومنظر أنظمة اجتماعية، بالإضافة إلى كونه أحد أبرز مفكري العصر الحديث في نظرية النظم الاجتماعية. وُلد لوهمان في لونبورغ بألمانيا، ودرس القانون في جامعة فرايبورغ من عام 1946 إلى عام 1949. في عام 1961، ذهب إلى هارفارد، حيث التقى بتالكوت بارسونز، الذي كان آنذاك منظر المنظومات الاجتماعية الأكثر تأثيرًا في العالم، ودرس تحت إشرافه. في السنوات اللاحقة، رفض لوهمان نظرية بارسونز، وطوّر منهجًا منافسًا له. كان أعظم ما أبدع كتابُ «مجتمع المجتمع»، الذي ظهر في عام 1997، وكان موضعًا للكثير من المراجعات والنقد منذ ذلك الحين.

## التمايز التجزيئي
يُقسّم التمايز التجزيئي أجزاء من النظام على أساس الحاجة إلى أداء وظائف مماثلة مرارًا وتكرارًا. على سبيل المثال، قد يكون لدى الشركة المصنعة للسيارات مصانع مماثلة وظيفيًا لإنتاج السيارات في العديد من المواقع المختلفة. يُنظَّم كل موقع بنفس الطريقة؛ إذ يمتلك كل منها نفس البنية ويؤدي نفس الوظيفة المنتجة للسيارات.

## التمايز الطبقي
التمايز الطبقي أو التقسيم الطبقي الاجتماعي هو تمايز رأسي وفقًا للترتيب أو الحالة في نظام يُعتبر متسلسلًا هرميًا. تؤدي كل رتبة وظيفةً معينة ومميزة في النظام، فعلى سبيل المثال، يتجه رئيس شركة التصنيع ومدير المنشأة نحو عامل خط التجميع. في التمايز الطبقي، يعد عدم المساواة تباينًا عرضيًا ولا يخدم أي وظيفة أساسية، ومع ذلك، فإن عدم المساواة منهجي في وظيفة النظم الطبقية. يهتم النظام الطبقي بالرتب العليا (الرئيس والمدير) أكثر من اهتمامه بالرتب الأدنى (عامل التجميع) في ما يتعلق بالتواصل المؤثر. ومع ذلك، فإن الرتب تعتمد على بعضها، وسوف ينهار النظام الاجتماعي ما لم تدرك جميع الرتب وظائفها. يميل هذا النوع من النظام إلى إلزام الرتب الدنيا ببدء الصراع من أجل تحويل التواصل المؤثر إلى مستواها.